# Attentats du 21 janvier 2021 à Bagdad
Les attentats du 21 janvier 2021 à Bagdad sont des attentats terroristes survenus le 21 janvier 2021 lorsque deux kamikazes se sont fait exploser sur un marché en plein air dans le centre de Bagdad, en Irak. Ils ont tué au moins 32 personnes et en ont blessé 110 autres. Il s'agissait de la première attaque terroriste dans la capitale irakienne depuis 2019.

## Contexte
Depuis fin 2017, période au cours de laquelle l'État islamique a été vaincu, les attaques terroristes en Irak sont devenues rares. De 2003 à 2017, les attaques étaient courantes dans tout le pays, Bagdad et les villes voisines étant les principales cibles. La dernière attaque meurtrière majeure contre des civils, au cours de la période d'après-guerre, a eu lieu en janvier 2018 (en) au même endroit, faisant 35 morts. Le 12 décembre 2006, cet endroit avait déjà été le théâtre d'un attentat-suicide particulièrement dévastateur : un kamikaze avait attiré des pauvres travailleurs de confession chiite duodécimaine dans un camion (en leur promettant des emplois) avant de le faire exploser, tuant ainsi 71 personnes et en blessant au moins 220 autres.   

## Attaque
Au petit matin, un marché de vêtements sur la place Tayaran, à Bagdad, était bondé alors que les gens faisaient leurs courses après la récente réouverture du marché, après avoir été fermé pendant environ un an en raison de la pandémie de Covid-19 en Irak. Un kamikaze est entré et a crié « J'ai mal à l'estomac ». Alors que les personnes autour de lui se sont approchées de lui, il a pressé un détonateur dans sa main et s'est fait exploser, tuant plusieurs personnes. Un deuxième kamikaze a ensuite frappé et tué des personnes qui aidaient les victimes du premier attentat. 32 civils ont été tués et plus de 110 autres blessés dans les explosions, dont plusieurs se trouvant dans des conditions critiques.

## Responsabilité
Quelques heures après les attentats à la bombe, l'État islamique les revendique dans les termes suivants : « Avec la grâce d'Allah Tout-Puissant, l'un des chevaliers du martyr, le frère (Abou Youssouf Al-Ansari) - qu'Allah l'accepte - s'est dirigé vers un rassemblement de râfidhites polythéistes sur la place Tayaran au centre de Bagdad, et après que leur foule se soit rassemblée à l'aube, il a fait exploser sa ceinture d'explosifs sur eux, leur occasionnant un certain nombre de morts et de blessés, puis un autre chevalier des chevaliers du martyr l'a suivi. Le frère (Muhammad Aref Al-Mouhadjir) - qu'Allah l'accepte - qui a fait exploser sa ceinture d'explosifs sur ceux qui s'étaient rassemblés après le premier attentat à la bombe sur le troupeaux de râfidhites et leurs forces de sécurité, entraînant ainsi la mort de plus de 30 personnes, en plus d'environ 100 blessés, Allah soit loué. »

## Réactions internationales
Le Bahreïn, le Canada, l'Égypte, la France, l'Iran, le Koweït, la Jordanie, le Liban, la Tunisie, la Turquie, l'Arabie saoudite, les Émirats arabes unis, le Qatar, les États-Unis, le Yémen et l'État de Palestine condamnent les attaques.
Le Conseil de coopération du Golfe condamne l'attaque par le biais du Secrétaire général Nayef Al-Hajraf (ar) « offrant ses condoléances et sa sympathie aux familles des victimes et a souhaité aux blessés un prompt rétablissement ».

## Conséquence
La milice Kataeb Hezbollah a accusé les États-Unis, Israël et l'Arabie saoudite d'être responsables de l'attaque, promettant de transférer la « bataille » en Arabie saoudite.
Le 22 janvier 2021, des frappes de missiles et de drones ont ciblé la capitale saoudienne Riyad. La milice irakienne "The True Promise Brigades" a revendiqué la responsabilité et a déclaré que les attaques avaient été menées pour se venger des bombardements de l'EI, qu'ils accusent Riyad de soutenir. Le gouvernement saoudien a tenu pour responsable les Houthis yéménites, mais ils ont nié avoir lancé la frappe. Le 28 janvier, Abu Yasser al-Issawi, le haut commandant de l'Etat islamique, a été tué par les forces armées irakiennes dans la vallée d'Al-Chai, au sud de Kirkouk.
Le 30 mai 2022, un chef de l'EI présenté comme le premier responsable de l'attaque a été condamné à mort.